# Rat in the Kitchen
Rat in the Kitchen é o sétimo álbum de estúdio da banda UB40, lançado a 27 de julho de 1986.
O disco atingiu o nº 8 das paradas do Reino Unido, ficando 17 semanas nas paradas, sendo certificado disco de ouro, com vendas superiores a 100 mil unidades.

## Faixas
1. "All I Want to Do" - 5:33
2. "You Could Meet Somebody" - 4:52
3. "Tell It Like It Is" - 3:36
4. "The Elevator" - 3:25
5. "Watchdogs" - 4:18
6. "Rat in Mi Kitchen" - 6:58
7. "Looking Down at My Reflection" - 3:27
8. "Don't Blame Me" - 3:36
9. "Sing Our Own Song" - 7:21

| Críticas profissionais                                                      | Críticas profissionais |
| Avaliações da crítica                                                       | Avaliações da crítica  |
| Fonte                                                                       | Avaliação              |
| --------------------------------------------------------------------------- | ---------------------- |
| allmusic                                                                    | [ 3 ]                  |
| Esta tabela precisa de ser acompanhada por texto em prosa. Consulte o guia. |                        |

## Paradas
| Ano  | Parada        | Posição |
| ---- | ------------- | ------- |
| 1986 | Billboard 200 | 107     |